# Kaspar Colling Nielsen
Kaspar Colling Nielsen (* 9. Februar 1974 in Kopenhagen) ist ein dänischer Schriftsteller. Seine literarischen Arbeiten sind im Grenzbereich zwischen Science-Fiction und kontrafaktischem Denken angesiedelt.
Nielsen hat ein Bachelor-Examen im Fach Philosophie der Syddansk Universitet sowie einen cand.-Abschluss (vergleichbar Master) der Copenhagen Business School. Für sein erstes Buch Mount København erhielt er 2010 den Danske-Bank-Literaturpreis. Zwei seiner Werke wurden ins Deutsche übersetzt: Det europæiske forår (Der europäische Frühling) und Mount København (Mount Copenhagen).

## Mount Copenhagen
Der Mount Copenhagen ist ein 3.500 Meter hoher Berg, an dem 20 Jahre gebaut wurde. Er hat einen Umfang von 55 Kilometern  und eine Fläche von 590 Quadratkilometern, etwas mehr als die Fläche von Bornholm. Auf dem Berg gibt es unterschiedliche Klimazonen, exotische Pflanzen und Tiere, reiche und arme Bewohner. In diesem, zum Teil vertrauten, zum Teil fremden Milieu spielen 17 miteinander verknüpfte Geschichten, deren Protagonisten ihre Existenz signifikant verändern. So gibt es beispielsweise einen Vogelmenschen, einen magnetischen Mann und einen Marathonläufer, der unterwegs eine Begegnung mit Gott hat und von ihm das Kochen lernt. Für den Rezensenten Samuel Hamen (Deutschlandfunk) ist der Berg topografische Anomalie, Zerrbild des Kapitalismus und Utopie zugleich. Die auf ihm und um ihn angesiedelten „Schöpfungsgeschichten“ und Transsubstantiationen erscheinen ihm extravagant, verstörend und unterhaltsam zugleich.

## Der europäische Frühling
Das uns bekannte Europa existiert im Roman nicht mehr. In den Großstädten herrscht Anarchie, sie sind Austragungsorte ethnischer Konflikte geworden. Migranten werden in eine eigens dafür errichtete Containerstadt in Mosambik abgeschoben. Diejenigen, die sich das gute Leben leisten können, wohnen in riesigen Gated Communities. Eine davon ist die dänische Insel Lolland, dort herrschen Nachhaltigkeit, Umweltbewusstsein und Menschlichkeit. Intelligente Drohnen erledigen viele der alltäglichen Arbeiten. Dem Rezensenten Mathias Greffrath (Deutschlandfunk) erscheint das alles nicht sehr fern. Der spannende und unterhaltsame Roman sei eine bunte Mischung aus Sci-Fi, Porno, Reportage, Kolportage, Philosophemen, Satire und magischem Realismus. Er trage aber auch das Potential einer nachhaltigen Verstörung in sich.

## Werke (Auswahl)
- Dengang dinosaurerne var små. Gyldendal, Kopenhagen 2019, ISBN 978-87-02-28141-5.
- Det europæiske forår. Gyldendal, Kopenhagen 2017, ISBN 978-87-02-24302-4.
  - Der europäische Frühling. Aus dem Dänischen von Günther Frauenlob, Wilhelm Heyne Verlag, München 2019, ISBN 	978-3-453-27170-8.
- Den Danske Borgerkrig 2018-24. Gyldendal, Kopenhagen 2014, ISBN 978-87-02-16744-3.
- Mount København. Gyldendal, Kopenhagen 2011, ISBN 978-87-02-11527-7.
  - Mount Copenhagen. Aus dem Dänischen von Günther Frauenlob, Wilhelm Heyne Verlag, München 2021, ISBN 978-3-453-27171-5.